# Хосе Лусан
Хосе́ Луса́н (ісп. José Luzán; 1710—1785), також Хосе Лузан-і-Мартінес (ісп. José Luzán y Martínez) — іспанський художник епохи бароко.
Син художника та позолотника ретабло Хуана Лусана, який одружився з Терезою, дочкою Джона Забало, котрий зокрема був художником і творцем вівтарних образів.

## Біографія
Завдяки заступництву сім'ї Піньятеллі Лусан навчався в Неаполі, де познайомився з майстром італійського бароко Джузеппе Мастролео. Він повернувся в Сарагосу близько 1730 року, щоб заснувати академію, яка мала великий успіх. Іспанська інквізиція призначила його рецензентом картин, а 1741 року Філіп V Іспанський призначив його позаштатним художником королівського будинку. Вивчення багатих колекцій палацу дозволило йому вдосконалити власний стиль. Слідом за похмурими тонами своїх ранніх робіт він набув смаку теплих тонів, у його палітрі переважали жовтий, охристий і червоний кольори, і він полегшив тяжкість своїх мазків. У 1760-х роках він створив великі роботи та сміливі композиції, які чітко позначили його статус як одного з найобдарованіших художників XVIII століття, що зображають релігійні сюжети.
Лусан мав великий авторитет як учитель і автор. Серед його учнів були Франциско Баїу-і-Субіас та Франсіско Гоя.
Лусан залишив Мадрид, щоб очолити Академію живопису та скульптури в Сарагосі, хоча й ненадовго, оскільки навчальний заклад зазнавав серйозних фінансових труднощів і був змушений закритися. Йому вдалося досягти її поновлення в 1784 році, але здоров'я вже не дозволяло йому викладати. Він помер у своєму рідному місті незабаром після цього, у 1785 році.